# Pasaleman
Pasaleman is een bestuurslaag in het regentschap Cirebon van de provincie West-Java, Indonesië. Pasaleman telt 3649 inwoners (volkstelling 2010).